# Open Romania 2002
Open Romania 2002 — тенісний турнір, що проходив на ґрунтових кортах у місті Бухарест, Румунія з 9 вересня . Належав до категорії ATP International Series, був турніром серії Romanian Open 2002 року.

## Фінальна частина

### Одиночний розряд
Давид Феррер —  Хосе Акасусо 6–3, 6–2

### Парний розряд
Єнс Кніппшильд /  Петер Нюборґ —  Еміліо Бенфеле Альварес /  Андрес Шнейтер 6–3, 6–3